# Jaroslav Krátký
Plukovník Jaroslav Krátký (8. října 1911, Střížov – únor 1945) byl český voják, příslušník výsadkové operace Karas a od roku 1998 nositel Řádu Bílého lva.

## Mládí
Jaroslav Krátký se narodil ve Střížově v domě čp. 4 do rodiny pozdějšího legionáře jako nejmladší z 12 dětí (měl sedm bratrů a čtyři sestry). Otec Karel byl zemědělec, matka Marie, rozená Jičínská byla v domácnosti. Po absolvování obecné školy ve Střížově nastoupil na gymnázium v Třebíči, které v roce 1930 ukončil maturitní zkouškou.

## Vojenská kariéra
Roku 1931 absolvoval gymnázium a odešel k armádě (pěší pluk č. 31 „Arco“ v Jihlavě). Pro kariéru vojáka z povolání se rozhodl z ekonomických důvodů. Po absolvování školy pro poddůstojníky byl převelen k dělostřeleckému pluku v Plzni. Do srpna 1932 dosáhl hodnosti četaře. Od září téhož roku začal studovat Vojenskou akademii v Hranicích. Školu dokončil v hodnosti poručíka dělostřelectva v roce 1934 a nastoupil k dělostřeleckému pluku ve Znojmě. V březnu 1938 byl povýšen na nadporučíka. Při mobilizaci v roce 1938 byl umístěn do Bratislavy a koncem roku jmenován spojovacím důstojníkem pluku.
Po okupaci Čech a Moravy nacistickým Německem byl ze služebního poměru propuštěn. 21. června téhož roku překročil ilegálně hranice do Polska a odtud se lodí dostal do Francie.

## V exilu
Ve Francii vstoupil do Cizinecké legie a byl přidělen k dělostřeleckému pluku do Dakaru. Po zahájení války se vrátil zpět do Francie. Po jejím pádu se 7. července 1940 dostal do Anglie.
V Anglii byl zařazen k čs. dělostřeleckému oddílu. 22. únor 1941 se stal prvním důstojníkem 3. baterie. Poté, co byl v létě 1941 vybrán k plnění zvláštních úkolů ve vlasti, nastoupil 25. října do sabotážního kurzu a poté do kurzu parašutistického. V té době byl povýšen na kapitána.
V srpnu 1942 byl odeslán do Istanbulu na tamní čs. zpravodajskou expozituru. Zde působil pod krycím jménem Jaroslav Karas.

## Nasazení
Na Slovensko přijel mezinárodním rychlíkem s pasem na jméno Dezider Bukovský 20. března 1944]. Kontaktoval příslušníky odbojové organizace Flora, díky nimž získal nové doklady na jméno Ing. Otto Brückner. Ve funkci zástupce čs. exilové vlády se snažil urovnat spory v nejednotném slovenském odboji, zároveň jednal se zástupci Rady tří (gen. Lužou).
V době Slovenského národního povstání působil na Sliači, v Banské Bystrici a na povstaleckých frontách v roli styčného důstojníka československého Ministerstva národní obrany u 1. čs. armády na Slovensku. Z této funkce byli jeho nadřízenými generál Ján Golian a generál Rudolf Viest. Po vojenské porážce povstání s velením ustupoval z Banské Bystrice směrem na Donovaly. Všichni tři uvedení byli zajati dne 3. listopadu 1944 v Pohronském Bukovci, vyšetřováni v Banské Bystrici, Bratislavě a Praze a poté převezeni do Berlína. Po dalších výsleších v Berlíně byl Krátký umístěn v koncentračním táboře Flossenbürg, kde byl v únoru 1945 popraven. Podle některých neověřených zdrojů byl po osvobození převezen do Sovětského svazu a zahynul v gulagu. Jeho příbuzní (celkem 22 lidí) byli roku 1945 zatčeni gestapem.

## Po osvobození
V roce 1990 byl in memoriam povýšen do hodnosti plukovníka dělostřelectva.

## Připomínky
- Dne 8. října 1959 mu byla na rodném domě ve Střížově čp. 4 odhalena pamětní deska.[4]
- Jeho památce je věnována Alej československých parašutistů ve Střížově. Postupně bylo v několika letech vysázeno 86 stromů, první stromy byly zasazeny v roce 2023.[5][6] V dubnu roku 2024 bylo vysázeno dalších 40 stromů v aleji.[7][8] Poslední třetí výsadba proběhla v dubnu 2025.[6]

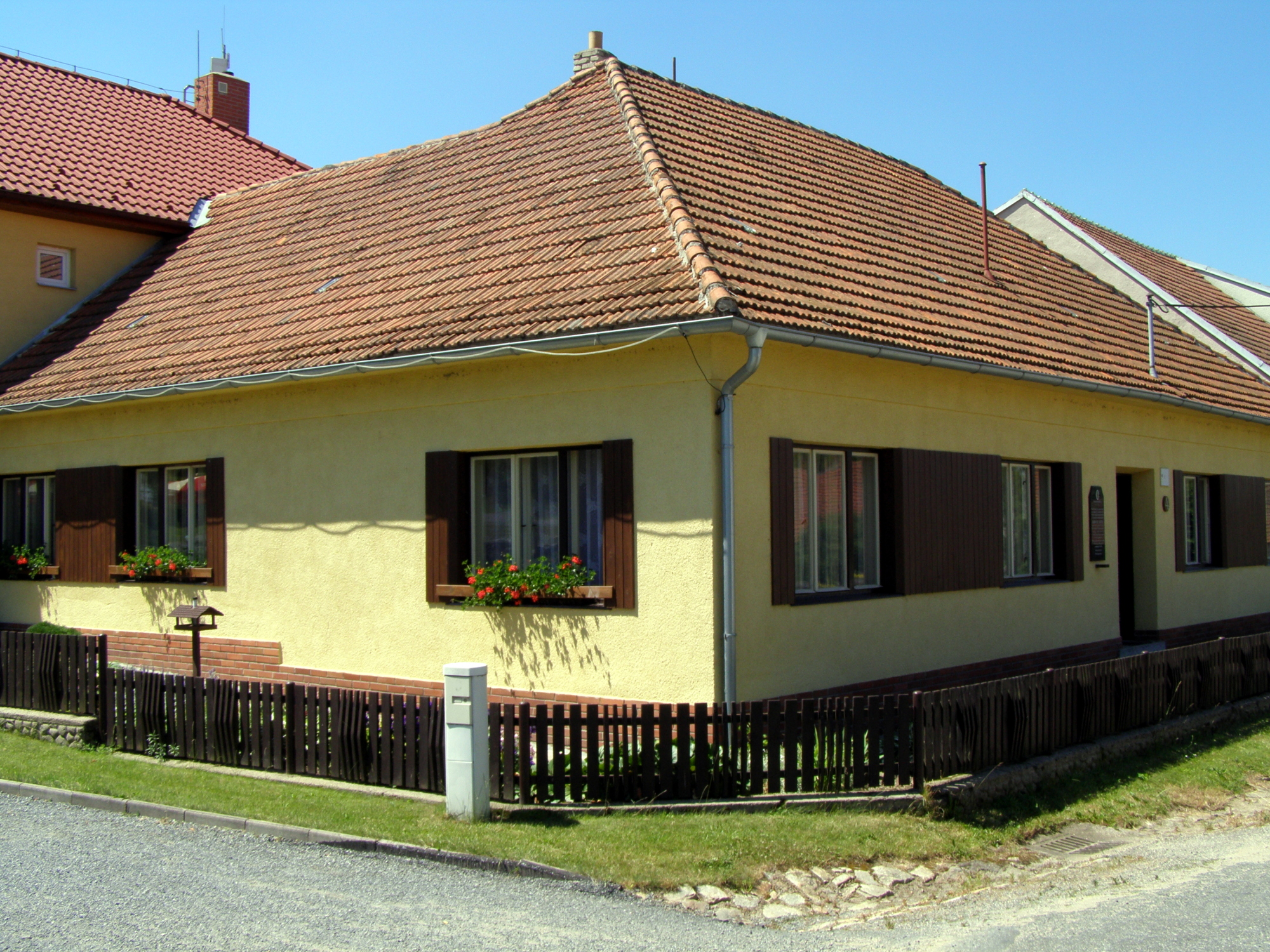
Rodný dům Jaroslava Krátkého ve Střížově
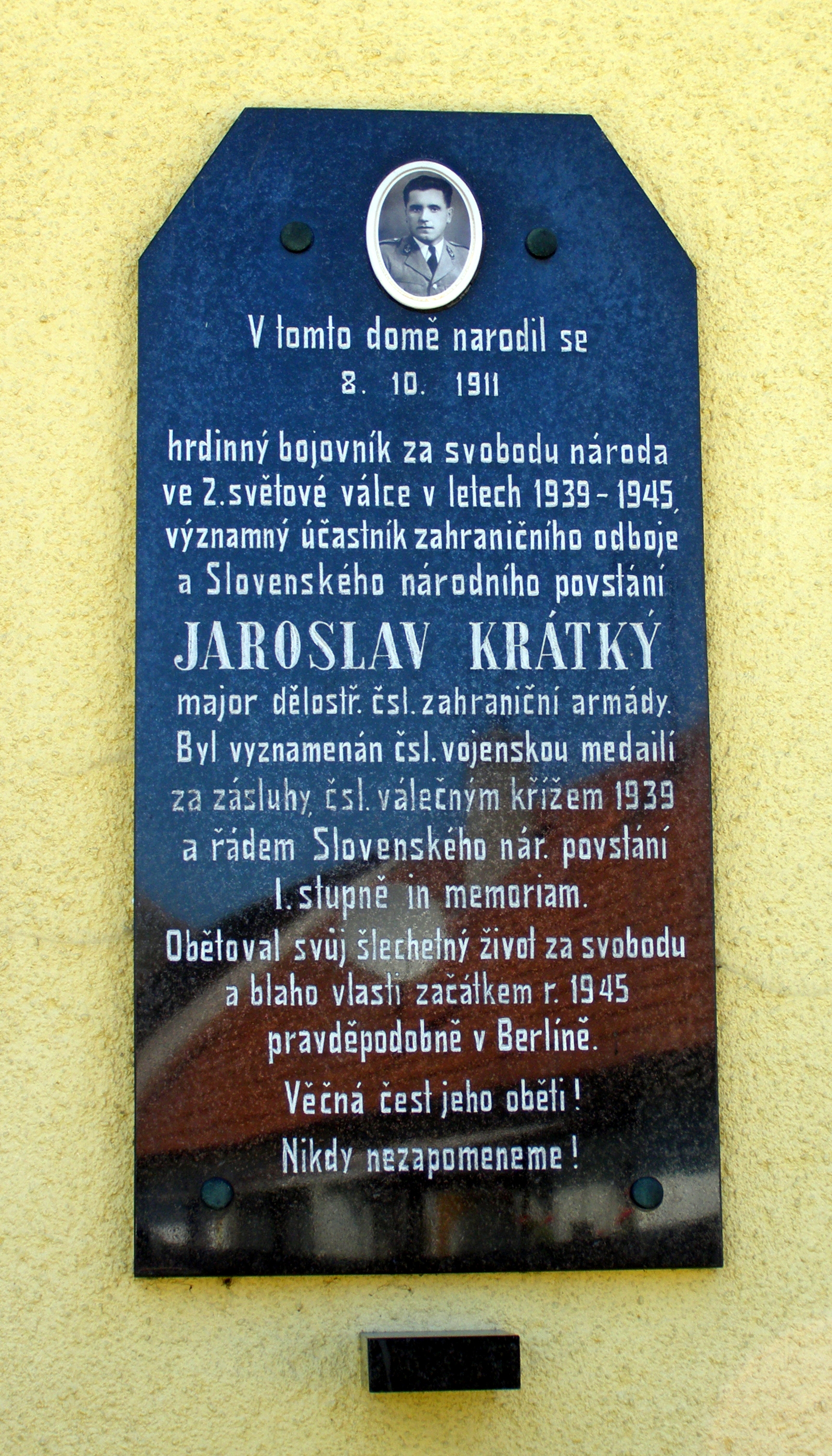
Pamětní deska Jaroslava Krátkého na jeho rodném domě ve Střížově
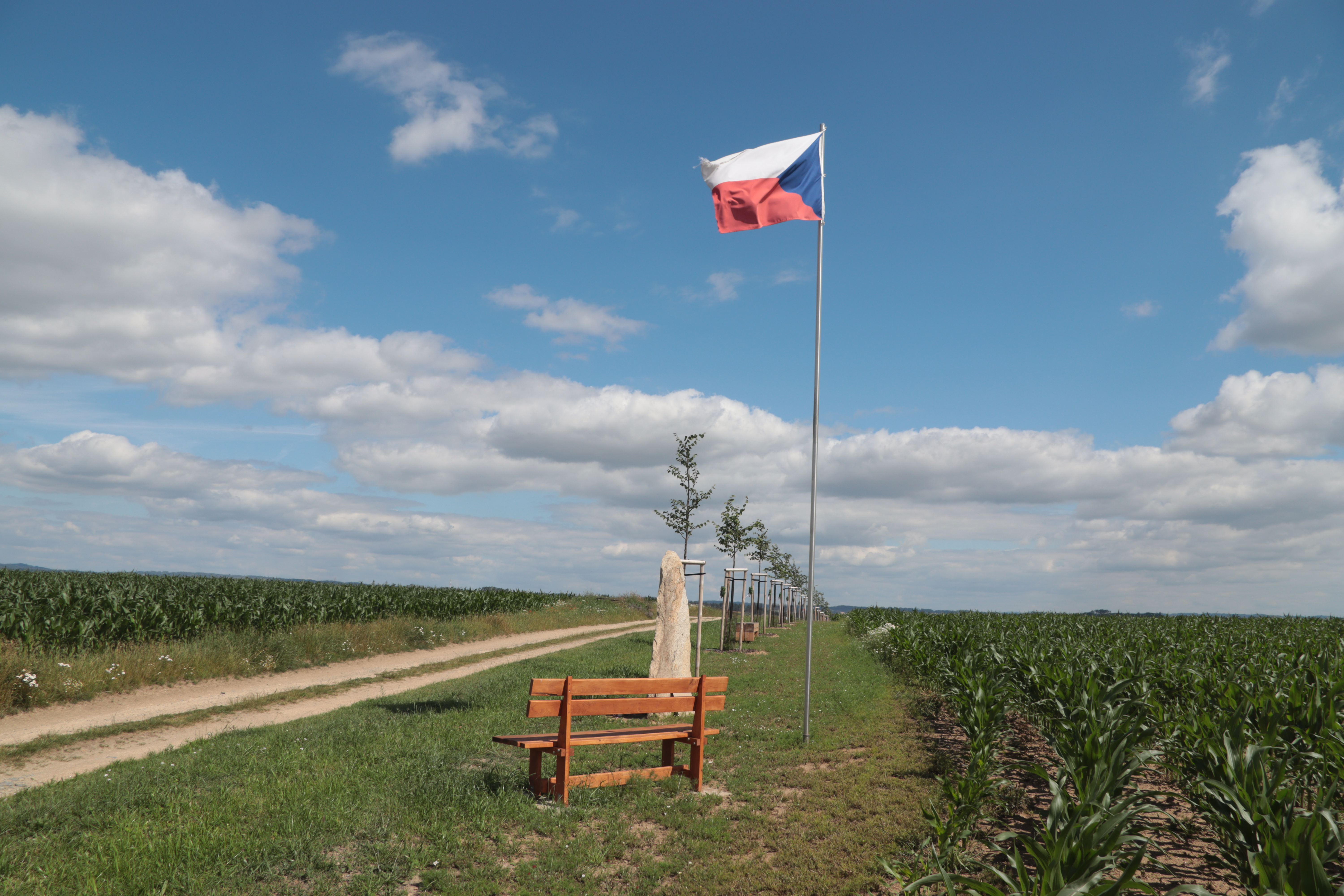
Alej československých parašutistů
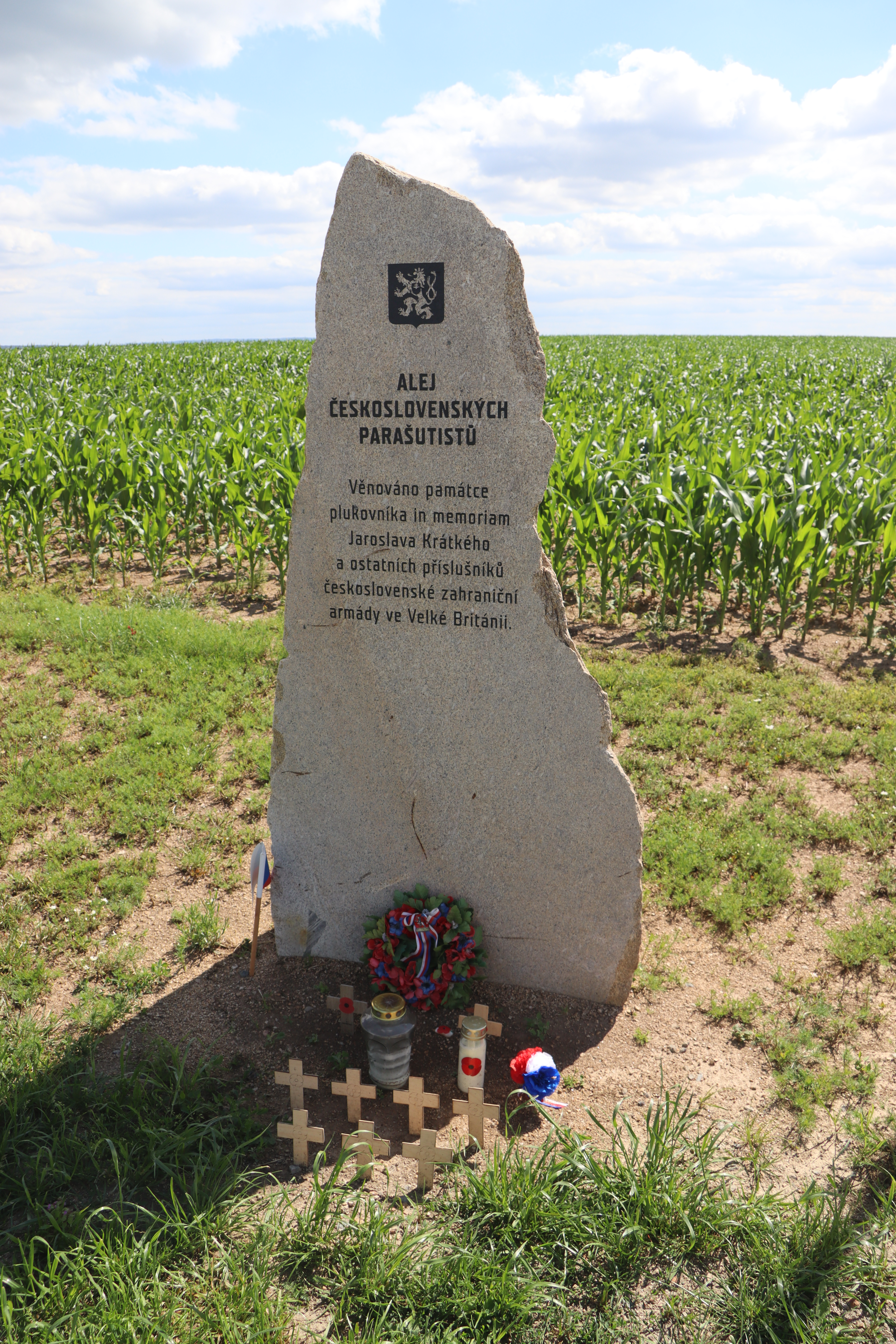
Památník Jaroslava Krátkého a čs. parašutistů v Aleji československých parašutistů
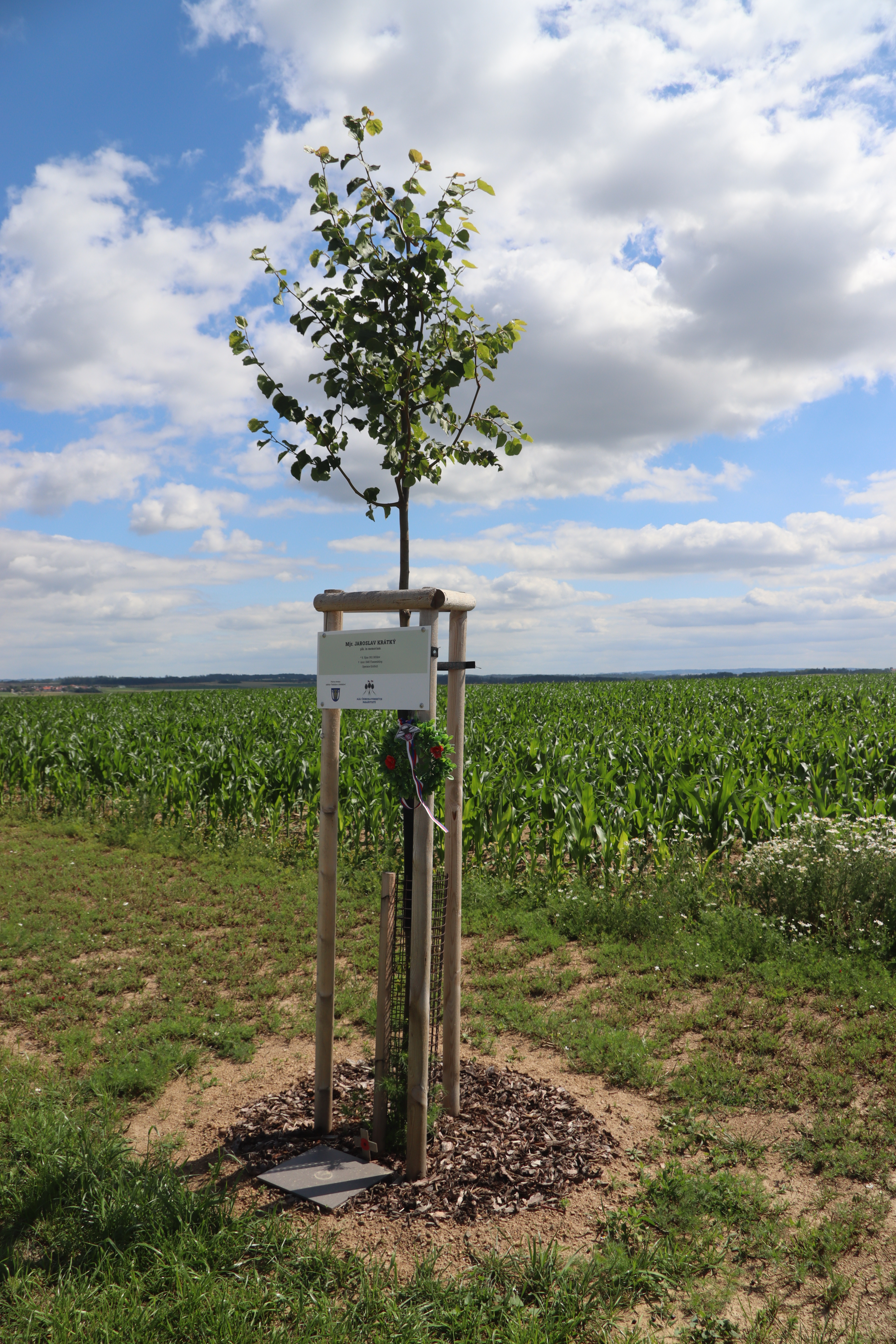
Strom Jaroslava Krátkého v Aleji československých parašutistů

## Vyznamenání
- 1944 –  Pamětní medaile československé armády v zahraničí, se štítkem Francie a Velká Británie
- 1944 –  Československá medaile za zásluhy, I. stupeň
- 1945 –  Československý válečný kříž 1939
- 1945 –  Československá medaile Za chrabrost před nepřítelem, in memoriam
- 1998 –  Řád Bílého lva, IV. třída (vojenská skupina)[9], in memoriam